# Nosegawa (Nara)
Nosegawa (野迫川村 Nosegawa-mura?) es una villa localizada en la prefectura de Nara, Japón. En julio de 2019 tenía una población estimada de 370 habitantes y una densidad de población de 2,39 personas por km². Su área total es de 154,90 km².

## Geografía

### Localidades circundantes
- Prefectura de Nara
  - Gojō
  - Totsukawa
- Prefectura de Wakayama
  - Tanabe
  - Aridagawa
  - Kōya
  - Katsuragi

## Demografía
Según datos del censo japonés, la población de Nosegawa ha disminuido en los últimos años.
| Año del censo | Población |
| ------------- | --------- |
| 1995          | 875       |
| 2000          | 783       |
| 2005          | 743       |
| 2010          | 524       |
| 2015          | 449       |